# Wereldkampioenschap handbal vrouwen 2021 (kwalificatie)
De Europese kwalificatie voor het wereldkampioenschap handbal vrouwen 2021 was een reeks wedstrijden, alle gespeeld in 2020 en 2021, in het handbal waar werd uitgemaakt welke negen Europese landen mogen deelnemen aan het WK handbal vrouwen 2021 in Spanje. Reeds geplaatst voor de eindronde zijn gastland Spanje en regerend wereldkampioen Nederland (2019). Daarnaast morgen de nummers één tot en met vier van het EK 2020 naar de eindronde.
De Europese kwalificatie zal plaatsvinden over twee rondes. In de eerste kwalificatieronde zullen 17 teams die niet deelnemen aan het Europees kampioenschap van 2020 worden verdeeld over 2 groepen van vier en drie groepen van drie landen. De beste twee teams van elke groep plaatsen zich voor de 2e kwalificatiefase, waarin de teams het in play-off (uit en thuis) wedstrijden zullen opnemen tegen de beste nog niet gekwalificeerde landen van het EK 2020.

## Kwalificatieronde 1

### Plaatsing
De loting vond plaats op 8 juli 2020 in Wenen, Oostenrijk. De top twee teams van elke groep plaatsen zich voor de play-offs. Elke groep zou worden afgewerkt als een mini-toernooi op een aangewezen locatie op 27-29 november of 4-6 december 2020. Op 13 november 2020 heeft het EHF echter besloten om de wedstrijden uit te stellen naar maart 2021, vanwege de coronapandemie.
| Pot 1                                                    | Pot 2                                        | Pot 3                                  | Pot 4                 |
| -------------------------------------------------------- | -------------------------------------------- | -------------------------------------- | --------------------- |
| Oostenrijk Wit-Rusland Slowakije Turkije Noord-Macedonië | Oekraïne Italië Zwitserland IJsland Portugal | Litouwen Faeröer Kosovo Israël Finland | Griekenland Luxemburg |

Op 13 november 2020 besloot het EHF om alle wedstrijden in december 2020 uit te stellen tot maart 2021, vanwege de coronapandemie.

### Groep 1
| Pos | Team          | Wed | W | G | V | Ptn | DV  | DT | +/− | Kwalificatie |
| --- | ------------- | --- | - | - | - | --- | --- | -- | --- | ------------ |
| 1   | Slowakije     | 3   | 3 | 0 | 0 | 6   | 105 | 64 | +41 | Play-offs    |
| 2   | Oekraïne      | 3   | 2 | 0 | 1 | 4   | 87  | 76 | +11 | Play-offs    |
| 3   | Israël        | 3   | 1 | 0 | 2 | 2   | 65  | 86 | −21 |              |
| 4   | Luxemburg (G) | 3   | 0 | 0 | 3 | 0   | 56  | 87 | −31 |              |

| Vrijdag 19 maart 2021 17:00 | Slowakije               | 31–28   | Oekraïne  | d'Coque, Luxemburg Toeschouwers: 0 Scheidsrechters: Kijauskaitė, Žalienė (LTU) |
| Vrijdag 19 maart 2021 17:00 | R. Bíziková, Szarková 7 | (14–13) | Smolinh 9 | d'Coque, Luxemburg Toeschouwers: 0 Scheidsrechters: Kijauskaitė, Žalienė (LTU) |
| Vrijdag 19 maart 2021 17:00 | 1× 4×                   | verslag | 2× 5×     | d'Coque, Luxemburg Toeschouwers: 0 Scheidsrechters: Kijauskaitė, Žalienė (LTU) |

| Vrijdag 19 maart 2021 19:30 | Israël   | 22–18   | Luxemburg  | d'Coque, Luxemburg Toeschouwers: 0 Scheidsrechters: Fahner, Kubis (POL) |
| Vrijdag 19 maart 2021 19:30 | Vakrat 6 | (11–6)  | J. Wirtz 5 | d'Coque, Luxemburg Toeschouwers: 0 Scheidsrechters: Fahner, Kubis (POL) |
| Vrijdag 19 maart 2021 19:30 | 5×       | verslag | 1× 5×      | d'Coque, Luxemburg Toeschouwers: 0 Scheidsrechters: Fahner, Kubis (POL) |

| Zaterdag 20 maart 2021 15:30 | Slowakije | 37–19   | Israël   | d'Coque, Luxemburg Toeschouwers: 0 Scheidsrechters: Fahner, Kubis (POL) |
| Zaterdag 20 maart 2021 15:30 | Lancz 10  | (18–11) | Vakrat 5 | d'Coque, Luxemburg Toeschouwers: 0 Scheidsrechters: Fahner, Kubis (POL) |
| Zaterdag 20 maart 2021 15:30 | 1× 4×     | verslag | 5×       | d'Coque, Luxemburg Toeschouwers: 0 Scheidsrechters: Fahner, Kubis (POL) |

| Zaterdag 20 maart 2021 18:00 | Oekraïne  | 28–21   | Luxemburg | d'Coque, Luxemburg Toeschouwers: 0 Scheidsrechters: Kijauskaitė, Žalienė (LTU) |
| Zaterdag 20 maart 2021 18:00 | Smolinh 8 | (14–12) | Welter 5  | d'Coque, Luxemburg Toeschouwers: 0 Scheidsrechters: Kijauskaitė, Žalienė (LTU) |
| Zaterdag 20 maart 2021 18:00 | 6×        | verslag | 2× 5×     | d'Coque, Luxemburg Toeschouwers: 0 Scheidsrechters: Kijauskaitė, Žalienė (LTU) |

| Zondag 21 maart 2021 15:30 | Oekraïne   | 31–24   | Israël   | d'Coque, Luxemburg Toeschouwers: 0 Scheidsrechters: Fahner, Kubis (POL) |
| Zondag 21 maart 2021 15:30 | Volovnyk 7 | (16–10) | Vakrat 8 | d'Coque, Luxemburg Toeschouwers: 0 Scheidsrechters: Fahner, Kubis (POL) |
| Zondag 21 maart 2021 15:30 | 2× 3×      | verslag | 3×       | d'Coque, Luxemburg Toeschouwers: 0 Scheidsrechters: Fahner, Kubis (POL) |

| Zondag 21 maart 2021 18:00 | Luxemburg | 17–37   | Slowakije      | d'Coque, Luxemburg Toeschouwers: 0 Scheidsrechters: Kijauskaitė, Žalienė (LTU) |
| Zondag 21 maart 2021 18:00 | Welter 4  | (10–16) | Patrnčiaková 7 | d'Coque, Luxemburg Toeschouwers: 0 Scheidsrechters: Kijauskaitė, Žalienė (LTU) |
| Zondag 21 maart 2021 18:00 | 1× 5×     | verslag | 2× 4×          | d'Coque, Luxemburg Toeschouwers: 0 Scheidsrechters: Kijauskaitė, Žalienė (LTU) |

### Groep 2
| Pos | Team                | Wed | W | G | V | Ptn | DV | DT | +/− | Kwalificatie |
| --- | ------------------- | --- | - | - | - | --- | -- | -- | --- | ------------ |
| 1   | Noord-Macedonië (G) | 3   | 3 | 0 | 0 | 6   | 75 | 57 | +18 | Play-offs    |
| 2   | IJsland             | 3   | 2 | 0 | 1 | 4   | 81 | 66 | +15 | Play-offs    |
| 3   | Litouwen            | 3   | 1 | 0 | 2 | 2   | 71 | 90 | −19 |              |
| 4   | Griekenland         | 3   | 0 | 0 | 3 | 0   | 64 | 78 | −14 |              |

| Vrijdag 19 maart 2021 17:45 | Noord-Macedonië | 24–17   | IJsland        | Jane Sandanski Arena, Skopje Toeschouwers: 0 Scheidsrechters: Ciulei, Stoia (ROU) |
| Vrijdag 19 maart 2021 17:45 | Ristovska 11    | (11–8)  | drie spelers 3 | Jane Sandanski Arena, Skopje Toeschouwers: 0 Scheidsrechters: Ciulei, Stoia (ROU) |
| Vrijdag 19 maart 2021 17:45 |                 | verslag | 1× 2×          | Jane Sandanski Arena, Skopje Toeschouwers: 0 Scheidsrechters: Ciulei, Stoia (ROU) |

| Vrijdag 19 maart 2021 19:45 | Litouwen | 27–26   | Griekenland | Jane Sandanski Arena, Skopje Toeschouwers: 0 Scheidsrechters: Ivanović, Vujisić (MNE) |
| Vrijdag 19 maart 2021 19:45 | Šponė 6  | (12–12) | Zygoura 7   | Jane Sandanski Arena, Skopje Toeschouwers: 0 Scheidsrechters: Ivanović, Vujisić (MNE) |
| Vrijdag 19 maart 2021 19:45 | 2×       | verslag | 1× 6×       | Jane Sandanski Arena, Skopje Toeschouwers: 0 Scheidsrechters: Ivanović, Vujisić (MNE) |

| Zaterdag 20 maart 2021 17:45 | Noord-Macedonië | 31–21   | Litouwen        | Jane Sandanski Arena, Skopje Toeschouwers: 0 Scheidsrechters: Ivanović, Vujisić (MNE) |
| Zaterdag 20 maart 2021 17:45 | Ristovska 8     | (15–12) | Sparnauskaitė 5 | Jane Sandanski Arena, Skopje Toeschouwers: 0 Scheidsrechters: Ivanović, Vujisić (MNE) |
| Zaterdag 20 maart 2021 17:45 | 2× 6× 1×        | verslag | 2× 4×           | Jane Sandanski Arena, Skopje Toeschouwers: 0 Scheidsrechters: Ivanović, Vujisić (MNE) |

| Zaterdag 20 maart 2021 19:45 | IJsland         | 31–19   | Griekenland       | Jane Sandanski Arena, Skopje Toeschouwers: 0 Scheidsrechters: Ciulei, Stoia (ROU) |
| Zaterdag 20 maart 2021 19:45 | R. Jónsdóttir 7 | (15–7)  | Chatziparasidou 4 | Jane Sandanski Arena, Skopje Toeschouwers: 0 Scheidsrechters: Ciulei, Stoia (ROU) |
| Zaterdag 20 maart 2021 19:45 | 3× 2×           | verslag | 3× 1×             | Jane Sandanski Arena, Skopje Toeschouwers: 0 Scheidsrechters: Ciulei, Stoia (ROU) |

| Zondag 21 maart 2021 17:45 | Griekenland       | 19–20   | Noord-Macedonië | Jane Sandanski Arena, Skopje Toeschouwers: 0 Scheidsrechters: Ciulei, Stoia (ROU) |
| Zondag 21 maart 2021 17:45 | Chatziparasidou 6 | (13–10) | Ristovska 10    | Jane Sandanski Arena, Skopje Toeschouwers: 0 Scheidsrechters: Ciulei, Stoia (ROU) |
| Zondag 21 maart 2021 17:45 | 1×                | verslag | 1× 3×           | Jane Sandanski Arena, Skopje Toeschouwers: 0 Scheidsrechters: Ciulei, Stoia (ROU) |

| Zondag 21 maart 2021 19:45 | IJsland    | 33–23   | Litouwen     | Jane Sandanski Arena, Skopje Toeschouwers: 0 Scheidsrechters: Ivanović, Vujisić (MNE) |
| Zondag 21 maart 2021 19:45 | Thompson 7 | (19–9)  | Repečkaitė 8 | Jane Sandanski Arena, Skopje Toeschouwers: 0 Scheidsrechters: Ivanović, Vujisić (MNE) |
| Zondag 21 maart 2021 19:45 | 2× 7×      | verslag | 1× 4×        | Jane Sandanski Arena, Skopje Toeschouwers: 0 Scheidsrechters: Ivanović, Vujisić (MNE) |

### Groep 3
| Pos | Team        | Wed | W | G | V | Ptn | DV | DT | +/− | Kwalificatie   |
| --- | ----------- | --- | - | - | - | --- | -- | -- | --- | -------------- |
| 1   | Turkije (G) | 0   | 0 | 0 | 0 | 0   | 0  | 0  | 0   | Play-offs      |
| 2   | Portugal    | 0   | 0 | 0 | 0 | 0   | 0  | 0  | 0   | Play-offs      |
| 3   | Finland     | 0   | 0 | 0 | 0 | 0   | 0  | 0  | 0   | Teruggetrokken |

1. ↑  Finland trok zich terug van de kwalificatie.[5]

### Groep 4
| Pos | Team           | Wed | W | G | V | Ptn | DV | DT | +/− | Kwalificatie |
| --- | -------------- | --- | - | - | - | --- | -- | -- | --- | ------------ |
| 1   | Oostenrijk (G) | 2   | 2 | 0 | 0 | 4   | 63 | 42 | +21 | Play-offs    |
| 2   | Italië         | 2   | 1 | 0 | 1 | 2   | 46 | 59 | −13 | Play-offs    |
| 3   | Kosovo         | 2   | 0 | 0 | 2 | 0   | 42 | 50 | −8  |              |

| Vrijdag 19 maart 2021 18:10 | Kosovo     | 20–26   | Oostenrijk | BSFZ Südstadt, Maria Enzersdorf Toeschouwers: 0 Scheidsrechters: Cipov, Klus (SVK) |
| Vrijdag 19 maart 2021 18:10 | Gjikokaj 6 | (12–11) | Reichert 9 | BSFZ Südstadt, Maria Enzersdorf Toeschouwers: 0 Scheidsrechters: Cipov, Klus (SVK) |
| Vrijdag 19 maart 2021 18:10 | 2× 6×      | verslag | 1× 4×      | BSFZ Südstadt, Maria Enzersdorf Toeschouwers: 0 Scheidsrechters: Cipov, Klus (SVK) |

| Zaterdag 20 maart 2021 18:00 | Italië            | 24–22   | Kosovo   | BSFZ Südstadt, Maria Enzersdorf Toeschouwers: 0 Scheidsrechters: Cipov, Klus (SVK) |
| Zaterdag 20 maart 2021 18:00 | drie speelsters 5 | (11–10) | Kameri 6 | BSFZ Südstadt, Maria Enzersdorf Toeschouwers: 0 Scheidsrechters: Cipov, Klus (SVK) |
| Zaterdag 20 maart 2021 18:00 | 2× 7×             | verslag | 1× 3×    | BSFZ Südstadt, Maria Enzersdorf Toeschouwers: 0 Scheidsrechters: Cipov, Klus (SVK) |

| Zondag 21 maart 2021 16:30 | Oostenrijk  | 37–22   | Italië               | BSFZ Südstadt, Maria Enzersdorf Toeschouwers: 0 Scheidsrechters: Cipov, Klus (SVK) |
| Zondag 21 maart 2021 16:30 | Reichert 10 | (20–8)  | Del Balzo, Djiogap 6 | BSFZ Südstadt, Maria Enzersdorf Toeschouwers: 0 Scheidsrechters: Cipov, Klus (SVK) |
| Zondag 21 maart 2021 16:30 | 1× 3×       | verslag | 51×                  | BSFZ Südstadt, Maria Enzersdorf Toeschouwers: 0 Scheidsrechters: Cipov, Klus (SVK) |

### Groep 5
| Pos | Team            | Wed | W | G | V | Ptn | DV | DT | +/− | Kwalificatie |
| --- | --------------- | --- | - | - | - | --- | -- | -- | --- | ------------ |
| 1   | Wit-Rusland (G) | 2   | 1 | 1 | 0 | 3   | 46 | 38 | +8  | Play-offs    |
| 2   | Zwitserland     | 2   | 1 | 1 | 0 | 3   | 51 | 43 | +8  | Play-offs    |
| 3   | Faeröer         | 2   | 0 | 0 | 2 | 0   | 31 | 47 | −16 |              |

| Vrijdag 19 maart 2021 18:00 | Faeröer             | 13–21   | Wit-Rusland     | Čyžoŭka-Arena, Minsk Toeschouwers: 350 Scheidsrechters: Duplii, Pobedrina (UKR) |
| Vrijdag 19 maart 2021 18:00 | Henneberg Joensen 3 | (7–15)  | Ilyina, Kulak 4 | Čyžoŭka-Arena, Minsk Toeschouwers: 350 Scheidsrechters: Duplii, Pobedrina (UKR) |
| Vrijdag 19 maart 2021 18:00 | 2× 6× 1×            | verslag | 2×              | Čyžoŭka-Arena, Minsk Toeschouwers: 350 Scheidsrechters: Duplii, Pobedrina (UKR) |

| Zaterdag 20 maart 2021 16:00 | Zwitserland | 26–18   | Faeröer                         | Čyžoŭka-Arena, Minsk Toeschouwers: 130 Scheidsrechters: Duplii, Pobedrina (UKR) |
| Zaterdag 20 maart 2021 16:00 | Kündig 11   | (14–11) | Armgarðsdóttir Brimnes, Weyhe 4 | Čyžoŭka-Arena, Minsk Toeschouwers: 130 Scheidsrechters: Duplii, Pobedrina (UKR) |
| Zaterdag 20 maart 2021 16:00 | 2× 6×       | verslag | 2× 5×                           | Čyžoŭka-Arena, Minsk Toeschouwers: 130 Scheidsrechters: Duplii, Pobedrina (UKR) |

| Zondag 21 maart 2021 16:00 | Wit-Rusland | 25–25   | Zwitserland | Čyžoŭka-Arena, Minsk Toeschouwers: 550 Scheidsrechters: Duplii, Pobedrina (UKR) |
| Zondag 21 maart 2021 16:00 | Kulak 8     | (15–14) | Hodel 9     | Čyžoŭka-Arena, Minsk Toeschouwers: 550 Scheidsrechters: Duplii, Pobedrina (UKR) |
| Zondag 21 maart 2021 16:00 | 2× 3×       | verslag | 2×          | Čyžoŭka-Arena, Minsk Toeschouwers: 550 Scheidsrechters: Duplii, Pobedrina (UKR) |

## Kwalificatiefase 2
De teams spelen een uit-en thuiswedstrijd tussen 16 en woensdag 21 april 2021. De winnaars van de play-offs kwalificeren zich voor het eindtoernooi.

### Plaatsing
| Pot 1 (10 beste nog niet gekwalificeerde teams van het EK 2020)                       | Pot 2 (Teams uit kwalificatieronde 1)                                                                 |
| ------------------------------------------------------------------------------------- | --- |
| Duitsland Montenegro Hongarije Zweden Roemenië Servië Polen Rusland Tsjechië Slovenië | IJsland Italië Noord-Macedonië Oostenrijk Portugal Slowakije Turkije Oekraïne Wit-Rusland Zwitserland |

### Overzicht
| Team 1     | Tot.  | Team 2          | 1e wedstr. | 2e wedstr. |
| ---------- | ----- | --------------- | ---------- | ---------- |
| Turkije    | 47–80 | Rusland         | 23–35      | 24–45      |
| Tsjechië   | 55–49 | Zwitserland     | 27–27      | 28–22      |
| Slovenië   | 45–35 | IJsland         | 24–14      | 21–21      |
| Slowakije  | 44–58 | Servië          | 19–26      | 25–32      |
| Oekraïne   | 40–50 | Zweden          | 14–28      | 26–22      |
| Oostenrijk | 58–55 | Polen           | 29–29      | 29–26      |
| Hongarije  | 87–31 | Italië          | 46–19      | 41–12      |
| Roemenië   | 68–42 | Noord-Macedonië | 33–22      | 35–20      |
| Portugal   | 50–66 | Duitsland       | 27–32      | 23–34      |
| Montenegro | 55–47 | Wit-Rusland     | 29–23      | 26–24      |

Alle tijden zijn lokaal.

### Wedstrijden
| Vrijdag 16 april 2021 16:30 | Turkije | 23–35   | Rusland     | Hasan Dağı Spor Salonu, Aksaray Toeschouwers: 220 Scheidsrechters: Butskevich, Butskevich (BLR) |
| Vrijdag 16 april 2021 16:30 | Aydın 5 | (12–19) | Dmitrieva 7 | Hasan Dağı Spor Salonu, Aksaray Toeschouwers: 220 Scheidsrechters: Butskevich, Butskevich (BLR) |
| Vrijdag 16 april 2021 16:30 | 2× 4×   | verslag | 2× 4×       | Hasan Dağı Spor Salonu, Aksaray Toeschouwers: 220 Scheidsrechters: Butskevich, Butskevich (BLR) |

| Dinsdag 20 april 2021 18:30 | Rusland     | 45–24   | Turkije | Dynamo Volleyball Arena, Moskou Toeschouwers: 0 Scheidsrechters: Aghakishi, Aghakishi (AZE) |
| Dinsdag 20 april 2021 18:30 | Samokhina 7 | (24–13) | Akgün 6 | Dynamo Volleyball Arena, Moskou Toeschouwers: 0 Scheidsrechters: Aghakishi, Aghakishi (AZE) |
| Dinsdag 20 april 2021 18:30 | 1× 5×       | verslag | 2× 4×   | Dynamo Volleyball Arena, Moskou Toeschouwers: 0 Scheidsrechters: Aghakishi, Aghakishi (AZE) |

Rusland won met 80–47.
| Zaterdag 17 april 2021 20:10 | Tsjechië  | 27–27   | Zwitserland | ROBE Aréna, Zubří Toeschouwers: 0 Scheidsrechters: Lidacka, Lesiak (POL) |
| Zaterdag 17 april 2021 20:10 | Hrbková 9 | (12–14) | Kündig 8    | ROBE Aréna, Zubří Toeschouwers: 0 Scheidsrechters: Lidacka, Lesiak (POL) |
| Zaterdag 17 april 2021 20:10 | 1× 5×     | verslag | 1× 4×       | ROBE Aréna, Zubří Toeschouwers: 0 Scheidsrechters: Lidacka, Lesiak (POL) |

| Dinsdag 20 april 2021 20:15 | Zwitserland | 22–28   | Tsjechië     | Mobiliar Arena, Gümligen Toeschouwers: 0 Scheidsrechters: Merz, Kuttler (GER) |
| Dinsdag 20 april 2021 20:15 | Kähr 5      | (11–14) | Jeřábková 15 | Mobiliar Arena, Gümligen Toeschouwers: 0 Scheidsrechters: Merz, Kuttler (GER) |
| Dinsdag 20 april 2021 20:15 | 1× 4×       | verslag | 1× 3×        | Mobiliar Arena, Gümligen Toeschouwers: 0 Scheidsrechters: Merz, Kuttler (GER) |

Tsjechië won met 55–49.
| Zaterdag 17 april 2021 17:30 | Slovenië   | 24–14   | IJsland    | Sportni Park Kodeljevo, Ljubljana Toeschouwers: 0 Scheidsrechters: Metalari, Nikolovski (MKD) |
| Zaterdag 17 april 2021 17:30 | Omoregie 9 | (13–7)  | Thompson 5 | Sportni Park Kodeljevo, Ljubljana Toeschouwers: 0 Scheidsrechters: Metalari, Nikolovski (MKD) |
| Zaterdag 17 april 2021 17:30 | 1× 2×      | verslag | 1× 3×      | Sportni Park Kodeljevo, Ljubljana Toeschouwers: 0 Scheidsrechters: Metalari, Nikolovski (MKD) |

| Woensdag 21 april 2021 21:45 | IJsland        | 21–21   | Slovenië | Íþróttamiðstöð Hauka, Hafnarfjörður Toeschouwers: 0 Scheidsrechters: Smailagic, Smailagic (SWE) |
| Woensdag 21 april 2021 21:45 | Júlíusdóttir 5 | (8–9)   | Stanko 8 | Íþróttamiðstöð Hauka, Hafnarfjörður Toeschouwers: 0 Scheidsrechters: Smailagic, Smailagic (SWE) |
| Woensdag 21 april 2021 21:45 | 1× 2×          | verslag | 1× 3×    | Íþróttamiðstöð Hauka, Hafnarfjörður Toeschouwers: 0 Scheidsrechters: Smailagic, Smailagic (SWE) |

Slovenië won met 45–35.
| Zaterdag 17 april 2021 18:00 | Slowakije | 19–26   | Servië      | Mestská Športová Hala Šaľa, Šaľa Toeschouwers: 0 Scheidsrechters: Năstase, Stancu (ROU) |
| Zaterdag 17 april 2021 18:00 | Lancz 6   | (10–11) | Kovačević 8 | Mestská Športová Hala Šaľa, Šaľa Toeschouwers: 0 Scheidsrechters: Năstase, Stancu (ROU) |
| Zaterdag 17 april 2021 18:00 | 1× 4×     | verslag | 1× 3×       | Mestská Športová Hala Šaľa, Šaľa Toeschouwers: 0 Scheidsrechters: Năstase, Stancu (ROU) |

| Woensdag 21 april 2021 18:00 | Servië                 | 32–25   | Slowakije | Sportski centar Voždovac, Belgrado Toeschouwers: 0 Scheidsrechters: Alpaidze, Berezkina (RUS) |
| Woensdag 21 april 2021 18:00 | Cvijić, Krpež Šlezak 7 | (13–12) | Lancz 6   | Sportski centar Voždovac, Belgrado Toeschouwers: 0 Scheidsrechters: Alpaidze, Berezkina (RUS) |
| Woensdag 21 april 2021 18:00 | 1× 5×                  | verslag | 1×        | Sportski centar Voždovac, Belgrado Toeschouwers: 0 Scheidsrechters: Alpaidze, Berezkina (RUS) |

Servië won met 58–44.
| Zaterdag 17 april 2021 16:00 | Oekraïne  | 14–28   | Zweden    | Palace of Sports, Kiev Toeschouwers: 0 Scheidsrechters: Hatipoğlu, Şimşek (TUR) |
| Zaterdag 17 april 2021 16:00 | Smolinh 4 | (7–15)  | Roberts 4 | Palace of Sports, Kiev Toeschouwers: 0 Scheidsrechters: Hatipoğlu, Şimşek (TUR) |
| Zaterdag 17 april 2021 16:00 | 2× 3×     | verslag | 1× 3×     | Palace of Sports, Kiev Toeschouwers: 0 Scheidsrechters: Hatipoğlu, Şimşek (TUR) |

| Woensdag 21 april 2021 18:10 | Zweden      | 22–26   | Oekraïne  | Sparbanken Skåne Arena, Lund Toeschouwers: 0 Scheidsrechters: Barysas, Petrušis (LTU) |
| Woensdag 21 april 2021 18:10 | Andersson 6 | (9–14)  | Smolinh 6 | Sparbanken Skåne Arena, Lund Toeschouwers: 0 Scheidsrechters: Barysas, Petrušis (LTU) |
| Woensdag 21 april 2021 18:10 | 3×          | verslag | 2×        | Sparbanken Skåne Arena, Lund Toeschouwers: 0 Scheidsrechters: Barysas, Petrušis (LTU) |

Zweden won met 50–40.
| Vrijdag 16 april 2021 18:10 | Oostenrijk | 29–29   | Polen   | BSFZ Südstadt, Maria Enzersdorf Toeschouwers: 0 Scheidsrechters: Simone, Monitillo (ITA) |
| Vrijdag 16 april 2021 18:10 | Neidhart 8 | (13–13) | Nosek 6 | BSFZ Südstadt, Maria Enzersdorf Toeschouwers: 0 Scheidsrechters: Simone, Monitillo (ITA) |
| Vrijdag 16 april 2021 18:10 | 2×         | verslag | 5×      | BSFZ Südstadt, Maria Enzersdorf Toeschouwers: 0 Scheidsrechters: Simone, Monitillo (ITA) |

| Dinsdag 20 april 2021 18:00 | Polen          | 26–29   | Oostenrijk | Mareckie Centrum Edukacyjno-Rekreacyjne, Marki Toeschouwers: 0 Scheidsrechters: Sá, Sá (POR) |
| Dinsdag 20 april 2021 18:00 | Kudłacz-Gloc 6 | (11–15) | Frey 10    | Mareckie Centrum Edukacyjno-Rekreacyjne, Marki Toeschouwers: 0 Scheidsrechters: Sá, Sá (POR) |
| Dinsdag 20 april 2021 18:00 | 2× 3×          | verslag | 2×         | Mareckie Centrum Edukacyjno-Rekreacyjne, Marki Toeschouwers: 0 Scheidsrechters: Sá, Sá (POR) |

Oostenrijk won met 58–55.
| Vrijdag 16 april 2021 16:05 | Hongarije  | 46–19   | Italië           | Érd Aréna, Érd Toeschouwers: 0 Scheidsrechters: Fukala, Mohyla (CZE) |
| Vrijdag 16 april 2021 16:05 | Klujber 10 | (23–10) | Babbo, Rotondo 5 | Érd Aréna, Érd Toeschouwers: 0 Scheidsrechters: Fukala, Mohyla (CZE) |
| Vrijdag 16 april 2021 16:05 | 2×         | verslag | 5×               | Érd Aréna, Érd Toeschouwers: 0 Scheidsrechters: Fukala, Mohyla (CZE) |

| Zondag 18 april 2021 13:00 | Italië         | 12–41   | Hongarije         | Érd Aréna, Érd Toeschouwers: 0 Scheidsrechters: Fukala, Mohyla (CZE) |
| Zondag 18 april 2021 13:00 | drie spelers 3 | (5–17)  | Klujber, Lukács 6 | Érd Aréna, Érd Toeschouwers: 0 Scheidsrechters: Fukala, Mohyla (CZE) |
| Zondag 18 april 2021 13:00 | 1× 4×          | verslag | 2× 1×             | Érd Aréna, Érd Toeschouwers: 0 Scheidsrechters: Fukala, Mohyla (CZE) |

Hongarije won met 87–31.
| Zaterdag 17 april 2021 17:00 | Roemenië | 33–22   | Noord-Macedonië | Dinamo Polyvalent Hall, Boekarest Toeschouwers: 0 Scheidsrechters: Antić, Jakovljević (SRB) |
| Zaterdag 17 april 2021 17:00 | Neagu 12 | (15–11) | Ristovska 8     | Dinamo Polyvalent Hall, Boekarest Toeschouwers: 0 Scheidsrechters: Antić, Jakovljević (SRB) |
| Zaterdag 17 april 2021 17:00 | 2×       | verslag | 1× 4×           | Dinamo Polyvalent Hall, Boekarest Toeschouwers: 0 Scheidsrechters: Antić, Jakovljević (SRB) |

| Woensdag 21 april 2021 17:00 | Noord-Macedonië | 20–35   | Roemenië | Jane Sandanski Arena, Skopje Toeschouwers: 0 Scheidsrechters: Praštalo, Balvan (BIH) |
| Woensdag 21 april 2021 17:00 | Gjeorgjievska 6 | (10–18) | Moisă 8  | Jane Sandanski Arena, Skopje Toeschouwers: 0 Scheidsrechters: Praštalo, Balvan (BIH) |
| Woensdag 21 april 2021 17:00 | 1×              | verslag | 3×       | Jane Sandanski Arena, Skopje Toeschouwers: 0 Scheidsrechters: Praštalo, Balvan (BIH) |

Roemenië won met 68–42.
| Zaterdag 17 april 2021 21:30 | Portugal | 27–32   | Duitsland             | Pavilhão Municipal do Luso, Luso Toeschouwers: 0 Scheidsrechters: Carmaux, Mursch (FRA) |
| Zaterdag 17 april 2021 21:30 | Lopes 6  | (10–17) | Stockschläder, Zapf 7 | Pavilhão Municipal do Luso, Luso Toeschouwers: 0 Scheidsrechters: Carmaux, Mursch (FRA) |
| Zaterdag 17 april 2021 21:30 | 1× 3×    | verslag | 1× 4×                 | Pavilhão Municipal do Luso, Luso Toeschouwers: 0 Scheidsrechters: Carmaux, Mursch (FRA) |

| Dinsdag 20 april 2021 17:30 | Duitsland | 34–23   | Portugal | Westpress Arena, Hamm Toeschouwers: 0 Scheidsrechters: Lindenbaum, Laron (ISR) |
| Dinsdag 20 april 2021 17:30 | Zapf 7    | (15–11) | Sousa 6  | Westpress Arena, Hamm Toeschouwers: 0 Scheidsrechters: Lindenbaum, Laron (ISR) |
| Dinsdag 20 april 2021 17:30 | 1× 4×     | verslag | 2× 4×    | Westpress Arena, Hamm Toeschouwers: 0 Scheidsrechters: Lindenbaum, Laron (ISR) |

Duitsland won met 66–50.
| Vrijdag 16 april 2021 18:00 | Montenegro | 29–23   | Wit-Rusland | Bemax Arena, Podgorica Toeschouwers: 0 Scheidsrechters: Backović, Palačković (SLO) |
| Vrijdag 16 april 2021 18:00 | Jauković 9 | (14–13) | Kulak 8     | Bemax Arena, Podgorica Toeschouwers: 0 Scheidsrechters: Backović, Palačković (SLO) |
| Vrijdag 16 april 2021 18:00 | 2× 3×      | verslag | 2× 3×       | Bemax Arena, Podgorica Toeschouwers: 0 Scheidsrechters: Backović, Palačković (SLO) |

| Dinsdag 20 april 2021 17:00 | Wit-Rusland | 24–26   | Montenegro  | Čyžoŭka-Arena, Minsk Toeschouwers: 600 Scheidsrechters: Budzák, Záhradník (SVK) |
| Dinsdag 20 april 2021 17:00 | Kulak 8     | (11–15) | Radičević 7 | Čyžoŭka-Arena, Minsk Toeschouwers: 600 Scheidsrechters: Budzák, Záhradník (SVK) |
| Dinsdag 20 april 2021 17:00 | 3× 1×       | verslag | 1× 2×       | Čyžoŭka-Arena, Minsk Toeschouwers: 600 Scheidsrechters: Budzák, Záhradník (SVK) |

Montenegro won met 55–47.